# La settimana di Montanelli
La settimana di Montanelli, fino al 1997 La domenica di Montanelli, è stato un programma televisivo italiano di commento giornalistico in onda dall'8 ottobre 1995 al 23 giugno 2001 su TMC, condotto da Alain Elkann e Indro Montanelli. Nel colloquio registrato, che avvenne quasi sempre nello studio della casa di Montanelli a Milano o a Roma, Elkann poneva all'anziano giornalista (di ritorno a TMC dopo un'esperienza negli anni '70 legata a Il Giornale) quesiti sui principali fatti di attualità della settimana, approfondendo tematiche politiche e di cronaca, italiane e straniere.

## La trasmissione
La prima puntata andò in onda l'8 ottobre 1995 in seconda serata: nelle prime due stagioni la trasmissione s'intitolò La domenica di Montanelli e andò in onda ogni domenica (inizialmente in seconda serata, poi anticipato in prima serata). A partire dal 1997 il programma fu anticipato al sabato.
Durante la puntata del 17 marzo 2001 Montanelli criticò pesantemente l'atteggiamento di Silvio Berlusconi e Gianfranco Fini riguardo al rapporto tra satira e politica ed anche riguardo ad alcune epurazioni in Rai in caso di vittoria alle elezioni:
L'ultima puntata andò in onda il 23 giugno 2001 e il giorno dopo l'emittente monegasca cambiò nome, diventando LA7.